# Alpiner Skiweltcup 1986/87
Die Saison 1986/87 des von der FIS veranstalteten Alpinen Skiweltcups begann am 29. November 1986 in Park City (Frauen). Am 15./16. August 1986 fanden in Las Leñas in Argentinien zwei Rennen der Männer statt, danach folgte eine fast dreimonatige Pause bis Ende November. Die Saison endete am 22. März 1987 in Sarajevo. Bei den Männern wurden 32 Rennen ausgetragen (11 Abfahrten, 5 Super-G, 8 Riesenslaloms, 8 Slaloms). Bei den Frauen waren es 30 Rennen (7 Abfahrten, 5 Super-G, 8 Riesenslaloms, 10 Slaloms). Hinzu kamen zwei Kombinationswertungen bei den Männern und eine bei den Frauen.
Höhepunkt der Saison waren die Weltmeisterschaften 1987 in Crans-Montana.

## Weltcupwertungen

### Gesamt
| Rang | Name                | Punkte |
| ---- | ------------------- | ------ |
| 01.  | Pirmin Zurbriggen   | 339    |
| 02.  | Marc Girardelli     | 190    |
| 03.  | Markus Wasmeier     | 174    |
| 04.  | Joël Gaspoz         | 153    |
| 05.  | Richard Pramotton   | 139    |
| 06.  | Ingemar Stenmark    | 134    |
| 07.  | Leonhard Stock      | 097    |
| 08.  | Robert Erlacher     | 094    |
| 09.  | Bojan Križaj        | 090    |
| 09.  | Peter Müller        | 090    |
| 11.  | Karl Alpiger        | 087    |
| 12.  | Franz Heinzer       | 084    |
| 13.  | Günther Mader       | 083    |
| 14.  | Hubert Strolz       | 081    |
| 15.  | Alberto Tomba       | 076    |
| 16.  | Michael Mair        | 074    |
| 17.  | Armin Bittner       | 069    |
| 18.  | Daniel Mahrer       | 066    |
| 19.  | Rudolf Nierlich     | 063    |
| 19.  | Andreas Wenzel      | 063    |
| 21.  | Rob Boyd            | 057    |
| 21.  | Peter Wirnsberger   | 057    |
| 23.  | Oswald Tötsch       | 055    |
| 24.  | Michael Eder        | 053    |
| 24.  | Frank Wörndl        | 053    |
| 26.  | Grega Benedik       | 049    |
| 26.  | Mathias Berthold    | 049    |
| 28.  | Erwin Resch         | 048    |
| 29.  | Dietmar Köhlbichler | 047    |
| 30.  | Hans Stuffer        | 045    |
| 31.  | Didier Bouvet       | 041    |
| 32.  | Martin Hangl        | 040    |
| 33.  | Bernhard Gstrein    | 038    |
| 33.  | Rok Petrovič        | 038    |
| 35.  | Helmut Mayer        | 037    |
| 36.  | Guido Hinterseer    | 036    |
| 37.  | Jonas Nilsson       | 035    |

| Rang | Name                   | Punkte |
| ---- | ---------------------- | ------ |
| 38.  | Sepp Wildgruber        | 34     |
| 39.  | Stefan Niederseer      | 33     |
| 39.  | Danilo Sbardellotto    | 33     |
| 41.  | Herbert Renoth         | 32     |
| 42.  | Helmut Höflehner       | 31     |
| 42.  | Hans Pieren            | 31     |
| 44.  | Alberto Ghidoni        | 30     |
| 45.  | Peter Roth             | 28     |
| 46.  | Gerhard Pfaffenbichler | 27     |
| 47.  | Ivano Edalini          | 26     |
| 48.  | Atle Skårdal           | 23     |
| 49.  | Felix Belczyk          | 21     |
| 50.  | Igor Cigolla           | 19     |
| 50.  | Anton Steiner          | 19     |
| 52.  | Thomas Stangassinger   | 18     |
| 53.  | Doug Lewis             | 17     |
| 53.  | Johan Wallner          | 17     |
| 55.  | Ivano Camozzi          | 16     |
| 55.  | Rudolf Huber           | 16     |
| 55.  | Günther Marxer         | 16     |
| 55.  | Franck Piccard         | 16     |
| 59.  | Christian Orlainsky    | 15     |
| 59.  | Brian Stemmle          | 15     |
| 61.  | Carlo Gerosa           | 13     |
| 61.  | Heinz Holzer           | 13     |
| 63.  | Conradin Cathomen      | 12     |
| 63.  | Tomaž Čižman           | 12     |
| 63.  | Paul Frommelt          | 12     |
| 63.  | Tetsuya Okabe          | 12     |
| 67.  | Martin Knöri           | 11     |
| 67.  | Gustav Oehrli          | 11     |
| 69.  | Martin Bell            | 10     |
| 69.  | Roberto Grigis         | 10     |
| 71.  | Todd Brooker           | 09     |
| 71.  | Christian Gaidet       | 09     |
| 71.  | Felix McGrath          | 09     |

| Rang | Name                        | Punkte |
| ---- | --------------------------- | ------ |
| 074. | Hans Enn                    | 8      |
| 074. | Donald Stevens              | 8      |
| 076. | Hiroyuki Aihara             | 7      |
| 076. | Finn Christian Jagge        | 7      |
| 078. | Ole Kristian Furuseth       | 6      |
| 078. | Klaus Gattermann            | 6      |
| 078. | Jean-François Rey           | 6      |
| 078. | Jörgen Sundqvist            | 6      |
| 082. | Michael Carney              | 5      |
| 082. | Daniel Mougel               | 5      |
| 082. | Stephan Pistor              | 5      |
| 082. | Yves Tavernier              |        |
| 082. | Marco Tonazzi               |        |
| 082. | Michael Tritscher           |        |
| 088. | Mike Brown                  | 4      |
| 088. | Werner Marti                | 4      |
| 088. | Karl Thaler (Skirennläufer) | 4      |
| 091. | Florian Beck                | 3      |
| 091. | Niklas Lindqvist            | 3      |
| 091. | Bob Ormsby                  | 3      |
| 091. | Roland Pfeifer              | 3      |
| 095. | Klemen Bergant              | 2      |
| 095. | Thomas Bürgler              | 2      |
| 095. | Niklas Henning              | 2      |
| 095. | Jeff Olson                  | 2      |
| 095. | Petar Popangelow            | 2      |
| 095. | Roman Rupp                  | 2      |
| 095. | Josef Schick                | 2      |
| 102. | Attilio Barcella            | 1      |
| 102. | Bernhard Fahner             | 1      |
| 102. | Walter Gugele               | 1      |
| 102. | Konrad Kurt Ladstätter      | 1      |
| 102. | Gunnar Neuriesser           | 1      |
| 102. | Hansjörg Tauscher           | 1      |

| Rang | Name                     | Punkte |
| ---- | ------------------------ | ------ |
| 01.  | Maria Walliser           | 269    |
| 02.  | Vreni Schneider          | 262    |
| 03.  | Brigitte Oertli          | 206    |
| 04.  | Erika Hess               | 169    |
| 05.  | Michela Figini           | 162    |
| 06.  | Tamara McKinney          | 127    |
| 07.  | Mateja Svet              | 126    |
| 08.  | Blanca Fernández Ochoa   | 121    |
| 09.  | Sigrid Wolf              | 119    |
| 10.  | Marina Kiehl             | 118    |
| 10.  | Catherine Quittet        | 118    |
| 12.  | Corinne Schmidhauser     | 112    |
| 13.  | Michaela Gerg            | 109    |
| 14.  | Anita Wachter            | 107    |
| 15.  | Laurie Graham            | 076    |
| 16.  | Elisabeth Kirchler       | 074    |
| 17.  | Regine Mösenlechner      | 069    |
| 18.  | Camilla Nilsson          | 067    |
| 19.  | Sylvia Eder              | 063    |
| 20.  | Roswitha Steiner         | 062    |
| 21.  | Monika Maierhofer        | 057    |
| 22.  | Debbie Armstrong         | 051    |
| 23.  | Karen Percy              | 049    |
| 24.  | Karin Buder              | 048    |
| 25.  | Małgorzata Mogore-Tlałka | 047    |
| 26.  | Ida Ladstätter           | 040    |
| 27.  | Paoletta Magoni          | 038    |
| 28.  | Zoë Haas                 | 035    |
| 28.  | Traudl Hächer            | 035    |

| Rang | Name                      | Punkte |
| ---- | ------------------------- | ------ |
| 30.  | Claudia Strobl            | 33     |
| 31.  | Liisa Savijarvi           | 32     |
| 32.  | Brigitte Gadient          | 31     |
| 33.  | Beatrice Gafner           | 30     |
| 33.  | Christina Meier-Höck      | 30     |
| 35.  | Ulrike Maier              | 28     |
| 36.  | Christine von Grünigen    | 27     |
| 37.  | Angelika Hurler           | 26     |
| 38.  | Heidi Zurbriggen          | 25     |
| 39.  | Dorota Mogore-Tlałka      | 23     |
| 40.  | Eva Twardokens            | 22     |
| 40.  | Sieglinde Winkler         | 22     |
| 42.  | Katharina Gutensohn       | 21     |
| 43.  | Pam Fletcher              | 20     |
| 43.  | Michaela Marzola          | 20     |
| 45.  | Karla Delago              | 19     |
| 45.  | Heidi Zeller-Bähler       | 19     |
| 47.  | Katrin Stotz              | 18     |
| 48.  | Christa Kinshofer         | 16     |
| 49.  | Josée Lacasse             | 15     |
| 50.  | Caroline Beer             | 13     |
| 50.  | Karin Dedler              | 13     |
| 50.  | Anne-Flore Rey            | 13     |
| 50.  | Nicoletta Merighetti      | 13     |
| 54.  | Monica Äijä               | 12     |
| 54.  | Nadia Bonfini             | 12     |
| 54.  | Catharina Glassér-Bjerner | 12     |
| 54.  | Christelle Guignard       | 12     |

| Rang | Name               | Punkte |
| ---- | ------------------ | ------ |
| 54.  | Lenka Kebrlová     | 12     |
| 54.  | Tori Pillinger     | 12     |
| 60.  | Mojca Dežman       | 11     |
| 60.  | Carole Merle       | 11     |
| 60.  | Heidi Wiesler      | 11     |
| 63.  | Ingrid Salvenmoser | 10     |
| 64.  | Kristina Andersson | 09     |
| 64.  | Cecilia Lucco      | 09     |
| 66.  | Diane Haight       | 08     |
| 66.  | Marlis Spescha     | 08     |
| 68.  | Monika Hess        | 07     |
| 68.  | Helga Lazak        | 07     |
| 68.  | Christine Zangerl  | 07     |
| 71.  | Beth Madsen        | 06     |
| 71.  | Veronika Wallinger | 06     |
| 73.  | Manuela Rüf        | 05     |
| 74.  | Heidi Gapp         | 04     |
| 74.  | Anette Gersch      | 04     |
| 74.  | Lucia Medzihradská | 04     |
| 77.  | Claudine Emonet    | 03     |
| 77.  | Kerrin Lee-Gartner | 03     |
| 77.  | Veronika Šarec     | 03     |
| 77.  | Fulvia Stevenin    | 03     |
| 77.  | Miriam Vogt        | 03     |
| 82.  | Barbara Sadleder   | 02     |

### Abfahrt
| Rang | Athlet              | Punkte |
| ---- | ------------------- | ------ |
| 1    | Pirmin Zurbriggen   | 125    |
| 2    | Peter Müller        | 105    |
| 3    | Franz Heinzer       | 90     |
| 4    | Markus Wasmeier     | 83     |
| 5    | Michael Mair        | 82     |
| 6    | Karl Alpiger        | 79     |
| 7    | Daniel Mahrer       | 68     |
| 8    | Rob Boyd            | 62     |
| 9    | Peter Wirnsberger   | 57     |
| 10   | Marc Girardelli     | 56     |
| 10   | Leonhard Stock      | 56     |
| 12   | Erwin Resch         | 52     |
| 13   | Helmut Höflehner    | 36     |
| 13   | Danilo Sbardellotto | 36     |
| 15   | Sepp Wildgruber     | 35     |

| Rang | Athletin            | Punkte |
| ---- | ------------------- | ------ |
| 1    | Michela Figini      | 93     |
| 2    | Maria Walliser      | 90     |
| 3    | Laurie Graham       | 86     |
| 4    | Regine Mösenlechner | 71     |
| 5    | Sigrid Wolf         | 61     |
| 6    | Marina Kiehl        | 35     |
| 7    | Brigitte Oertli     | 33     |
| 8    | Elisabeth Kirchler  | 32     |
| 9    | Catherine Quittet   | 31     |
| 10   | Beatrice Gafner     | 30     |
| 11   | Michaela Gerg       | 27     |
| 12   | Debbie Armstrong    | 26     |
| 13   | Heidi Zurbriggen    | 25     |
| 14   | Liisa Savijarvi     | 23     |
| 14   | Vreni Schneider     | 23     |

### Super-G
| Rang | Athlet                 | Punkte |
| ---- | ---------------------- | ------ |
| 1    | Pirmin Zurbriggen      | 85     |
| 2    | Marc Girardelli        | 65     |
| 3    | Markus Wasmeier        | 50     |
| 4    | Robert Erlacher        | 44     |
| 5    | Leonhard Stock         | 42     |
| 6    | Herbert Renoth         | 32     |
| 7    | Günther Mader          | 29     |
| 8    | Richard Pramotton      | 28     |
| 9    | Michael Eder           | 26     |
| 10   | Guido Hinterseer       | 24     |
| 11   | Hans Stuffer           | 23     |
| 12   | Karl Alpiger           | 20     |
| 13   | Alberto Ghidoni        | 18     |
| 13   | Andreas Wenzel         | 18     |
| 15   | Gerhard Pfaffenbichler | 17     |

| Rang | Athletin               | Punkte |
| ---- | ---------------------- | ------ |
| 1    | Maria Walliser         | 82     |
| 2    | Catherine Quittet      | 57     |
| 3    | Marina Kiehl           | 52     |
| 4    | Brigitte Oertli        | 49     |
| 5    | Anita Wachter          | 47     |
| 6    | Vreni Schneider        | 44     |
| 7    | Michaela Gerg          | 43     |
| 8    | Sigrid Wolf            | 35     |
| 9    | Blanca Fernández Ochoa | 31     |
| 9    | Traudl Hächer          | 31     |
| 11   | Michela Figini         | 27     |
| 11   | Mateja Svet            | 27     |
| 13   | Elisabeth Kirchler     | 26     |
| 14   | Karen Percy            | 21     |
| 15   | Michaela Marzola       | 20     |

### Riesenslalom
| Rang | Athlet            | Punkte |
| ---- | ----------------- | ------ |
| 1    | Pirmin Zurbriggen | 102    |
| 2    | Joël Gaspoz       | 102    |
| 3    | Richard Pramotton | 95     |
| 4    | Hubert Strolz     | 66     |
| 5    | Marc Girardelli   | 65     |
| 6    | Markus Wasmeier   | 59     |
| 7    | Ingemar Stenmark  | 58     |
| 8    | Robert Erlacher   | 57     |
| 9    | Alberto Tomba     | 52     |
| 10   | Helmut Mayer      | 39     |
| 11   | Rudolf Nierlich   | 34     |
| 12   | Hans Pieren       | 32     |
| 13   | Michael Eder      | 31     |
| 13   | Oswald Tötsch     | 31     |
| 15   | Frank Wörndl      | 29     |

| Rang | Athletin               | Punkte |
| ---- | ---------------------- | ------ |
| 1    | Vreni Schneider        | 120    |
| 1    | Maria Walliser         | 120    |
| 3    | Blanca Fernández Ochoa | 78     |
| 4    | Erika Hess             | 62     |
| 5    | Michela Figini         | 55     |
| 6    | Mateja Svet            | 51     |
| 7    | Michaela Gerg          | 48     |
| 8    | Marina Kiehl           | 42     |
| 8    | Brigitte Oertli        | 42     |
| 10   | Tamara McKinney        | 30     |
| 10   | Catherine Quittet      | 30     |
| 12   | Sylvia Eder            | 27     |
| 13   | Angelika Hurler        | 26     |
| 14   | Sigrid Wolf            | 23     |
| 15   | Zoë Haas               | 18     |
| 15   | Katrin Stotz           | 18     |

### Slalom
| Rang | Athlet              | Punkte |
| ---- | ------------------- | ------ |
| 1    | Bojan Križaj        | 105    |
| 2    | Ingemar Stenmark    | 96     |
| 3    | Armin Bittner       | 78     |
| 4    | Joël Gaspoz         | 71     |
| 5    | Grega Benedik       | 55     |
| 6    | Mathias Berthold    | 54     |
| 7    | Dietmar Köhlbichler | 52     |
| 8    | Günther Mader       | 42     |
| 9    | Didier Bouvet       | 41     |
| 10   | Jonas Nilsson       | 35     |
| 11   | Rok Petrovič        | 32     |
| 12   | Rudolf Nierlich     | 29     |
| 13   | Ivano Edalini       | 26     |
| 13   | Bernhard Gstrein    | 26     |
| 13   | Richard Pramotton   | 26     |

| Rang | Athletin                 | Punkte |
| ---- | ------------------------ | ------ |
| 1    | Corinne Schmidhauser     | 110    |
| 2    | Tamara McKinney          | 99     |
| 3    | Erika Hess               | 96     |
| 4    | Vreni Schneider          | 84     |
| 5    | Brigitte Oertli          | 77     |
| 6    | Roswitha Steiner         | 74     |
| 7    | Monika Maierhofer        | 67     |
| 8    | Camilla Nilsson          | 66     |
| 9    | Mateja Svet              | 55     |
| 10   | Karin Buder              | 53     |
| 11   | Małgorzata Mogore-Tlałka | 44     |
| 12   | Ida Ladstätter           | 43     |
| 12   | Paoletta Magoni          | 43     |
| 14   | Anita Wachter            | 37     |
| 15   | Claudia Strobl           | 34     |

### Kombination
| Rang | Athlet            | Punkte |
| ---- | ----------------- | ------ |
| 1    | Pirmin Zurbriggen | 50     |
| 2    | Andreas Wenzel    | 20     |

| Rang | Athletin        | Punkte |
| ---- | --------------- | ------ |
| 1    | Brigitte Oertli | 25     |
| 2    | Vreni Schneider | 20     |
| 3    | Erika Hess      | 15     |
| 4    | Maria Walliser  | 12     |
| 5    | Karen Percy     | 11     |
| 6    | Sylvia Eder     | 10     |

## Podestplatzierungen Herren

### Abfahrt
| Datum      | Ort                          | 1. Platz          | 2. Platz          | 3. Platz                   |
| ---------- | ---------------------------- | ----------------- | ----------------- | -------------------------- |
| 15.08.1986 | Las Leñas (ARG)              | Peter Müller      | Karl Alpiger      | Franz Heinzer              |
| 16.08.1986 | Las Leñas (ARG)              | Pirmin Zurbriggen | Leonhard Stock    | Franz Heinzer Peter Müller |
| 05.12.1986 | Val-d’Isère (FRA)            | Pirmin Zurbriggen | Markus Wasmeier   | Michael Mair               |
| 13.12.1986 | Gröden (ITA)                 | Rob Boyd          | Michael Mair      | Markus Wasmeier            |
| 04.01.1987 | Laax (SUI)                   | Franz Heinzer     | Peter Wirnsberger | Erwin Resch                |
| 10.01.1987 | Garmisch-Partenkirchen (FRG) | Pirmin Zurbriggen | Michael Mair      | Peter Müller               |
| 17.01.1987 | Wengen (SUI)                 | Markus Wasmeier   | Karl Alpiger      | Franz Heinzer              |
| 25.01.1987 | Kitzbühel (AUT)              | Pirmin Zurbriggen | Erwin Resch       | Peter Müller               |
| 28.02.1987 | Furano (JPN)                 | Peter Müller      | Marc Girardelli   | Michael Mair               |
| 07.03.1987 | Aspen (USA)                  | Pirmin Zurbriggen | Daniel Mahrer     | Karl Alpiger               |
| 14.03.1987 | Nakiska (CAN)                | Peter Müller      | Franz Heinzer     | Daniel Mahrer              |

### Super-G
| Datum      | Ort                          | 1. Platz          | 2. Platz          | 3. Platz        |
| ---------- | ---------------------------- | ----------------- | ----------------- | --------------- |
| 06.12.1986 | Val-d’Isère (FRA)            | Markus Wasmeier   | Robert Erlacher   | Marc Girardelli |
| 11.01.1987 | Garmisch-Partenkirchen (FRG) | Markus Wasmeier   | Pirmin Zurbriggen | Alberto Ghidoni |
| 01.03.1987 | Furano (JPN)                 | Marc Girardelli   | Pirmin Zurbriggen | Leonhard Stock  |
| 08.03.1987 | Aspen (USA)                  | Pirmin Zurbriggen | Richard Pramotton | Peter Roth      |
| 15.03.1987 | Nakiska (CAN)                | Marc Girardelli   | Pirmin Zurbriggen | Leonhard Stock  |

### Riesenslalom
| Datum      | Ort                 | 1. Platz          | 2. Platz          | 3. Platz          |
| ---------- | ------------------- | ----------------- | ----------------- | ----------------- |
| 30.11.1986 | Sestriere (ITA)     | Richard Pramotton | Hubert Strolz     | Pirmin Zurbriggen |
| 14.12.1986 | Alta Badia (ITA)    | Richard Pramotton | Alberto Tomba     | Oswald Tötsch     |
| 15.12.1986 | Alta Badia (ITA)    | Joël Gaspoz       | Richard Pramotton | Markus Wasmeier   |
| 19.12.1986 | Kranjska Gora (YUG) | Joël Gaspoz       | Robert Erlacher   | Richard Pramotton |
| 13.01.1987 | Adelboden (SUI)     | Pirmin Zurbriggen | Marc Girardelli   | Hubert Strolz     |
| 20.01.1987 | Adelboden (SUI)     | Pirmin Zurbriggen | Joël Gaspoz       | Ingemar Stenmark  |
| 15.02.1987 | Todtnau (FRG)       | Pirmin Zurbriggen | Marc Girardelli   | Markus Wasmeier   |
| 22.03.1987 | Sarajevo (YUG)      | Marc Girardelli   | Joël Gaspoz       | Rudolf Nierlich   |

### Slalom
| Datum      | Ort                        | 1. Platz         | 2. Platz            | 3. Platz          |
| ---------- | -------------------------- | ---------------- | ------------------- | ----------------- |
| 29.11.1986 | Sestriere (ITA)            | Ingemar Stenmark | Jonas Nilsson       | Richard Pramotton |
| 16.12.1986 | Madonna di Campiglio (ITA) | Ivano Edalini    | Ingemar Stenmark    | Joël Gaspoz       |
| 20.12.1986 | Kranjska Gora (YUG)        | Bojan Križaj     | Rok Petrovič        | Ingemar Stenmark  |
| 21.12.1986 | Hinterstoder (AUT)         | Armin Bittner    | Bojan Križaj        | Oswald Tötsch     |
| 18.01.1987 | Wengen (SUI)               | Joël Gaspoz      | Dietmar Köhlbichler | Bojan Križaj      |
| 25.01.1987 | Kitzbühel (AUT)            | Bojan Križaj     | Mathias Berthold    | Armin Bittner     |
| 14.02.1987 | Le Markstein (FRA)         | Ingemar Stenmark | Armin Bittner       | Günther Mader     |
| 21.03.1987 | Sarajevo (YUG)             | Grega Benedik    | Bojan Križaj        | Didier Bouvet     |

### Kombination
| Datum          | Ort             | 1. Platz          | 2. Platz       | 3. Platz                  |
| -------------- | --------------- | ----------------- | -------------- | ------------------------- |
| 17./18.01.1987 | Wengen (SUI)    | Pirmin Zurbriggen |                | nur ein Läufer klassiert  |
| 25.01.1987     | Kitzbühel (AUT) | Pirmin Zurbriggen | Andreas Wenzel | nur zwei Läufer klassiert |

## Podestplatzierungen Damen

### Abfahrt
| Datum      | Ort                 | 1. Platz        | 2. Platz            | 3. Platz            |
| ---------- | ------------------- | --------------- | ------------------- | ------------------- |
| 12.12.1986 | Val-d’Isère (FRA)   | Michela Figini  | Maria Walliser      | Heidi Zurbriggen    |
| 13.12.1986 | Val-d’Isère (FRA)   | Laurie Graham   | Maria Walliser      | Catherine Quittet   |
| 10.01.1987 | Schwarzenberg (AUT) | Beatrice Gafner | Maria Walliser      | Sieglinde Winkler   |
| 16.01.1987 | Pfronten (FRG)      | Michela Figini  | Regine Mösenlechner | Maria Walliser      |
| 08.03.1987 | Nakiska (CAN)       | Michela Figini  | Laurie Graham       | Regine Mösenlechner |
| 13.03.1987 | Vail (USA)          | Sigrid Wolf     | Elisabeth Kirchler  | Pam Fletcher        |
| 14.03.1987 | Vail (USA)          | Sigrid Wolf     | Laurie Graham       | Maria Walliser      |

### Super-G
| Datum      | Ort                        | 1. Platz          | 2. Platz          | 3. Platz        |
| ---------- | -------------------------- | ----------------- | ----------------- | --------------- |
| 14.12.1986 | Val-d’Isère (FRA)          | Maria Walliser    | Catherine Quittet | Vreni Schneider |
| 06.01.1987 | Saalbach-Hinterglemm (AUT) | Maria Walliser    | Brigitte Oertli   | Mateja Svet     |
| 17.01.1987 | Pfronten (FRG)             | Catherine Quittet | Traudl Hächer     | Marina Kiehl    |
| 15.03.1987 | Vail (USA)                 | Marina Kiehl      | Anita Wachter     | Sigrid Wolf     |
| 15.03.1987 | Vail (USA)                 | Maria Walliser    | Sigrid Wolf       | Anita Wachter   |

### Riesenslalom
| Datum      | Ort                        | 1. Platz                       | 2. Platz               | 3. Platz               |
| ---------- | -------------------------- | ------------------------------ | ---------------------- | ---------------------- |
| 29.11.1986 | Park City (USA)            | Michaela Gerg                  | Mateja Svet            | Vreni Schneider        |
| 06.12.1986 | Waterville Valley (USA)    | Vreni Schneider                | Maria Walliser         | Josée Lacasse          |
| 20.12.1986 | Valzoldana (ITA)           | Maria Walliser                 | Blanca Fernández Ochoa | Michela Figini         |
| 05.01.1987 | Saalbach-Hinterglemm (AUT) | Vreni Schneider                | Mateja Svet            | Maria Walliser         |
| 18.01.1987 | Bischofswiesen (FRG)       | Maria Walliser                 | Vreni Schneider        | Brigitte Oertli        |
| 13.02.1987 | Megève (FRA)               | Vreni Schneider                | Blanca Fernández Ochoa | Maria Walliser         |
| 27.02.1987 | Zwiesel (FRG)              | Maria Walliser                 | Erika Hess             | Blanca Fernández Ochoa |
| 22.03.1987 | Sarajevo (YUG)             | Vreni Schneider Maria Walliser |                        | Michela Figini         |

### Slalom
| Datum      | Ort                           | 1. Platz             | 2. Platz             | 3. Platz                 |
| ---------- | ----------------------------- | -------------------- | -------------------- | ------------------------ |
| 30.11.1986 | Park City (USA)               | Corinne Schmidhauser | Tamara McKinney      | Roswitha Steiner         |
| 05.12.1986 | Waterville Valley (USA)       | Erika Hess           | Brigitte Oertli      | Karin Buder              |
| 17.12.1986 | Courmayeur (ITA)              | Vreni Schneider      | Tamara McKinney      | Brigitte Oertli          |
| 18.12.1986 | Courmayeur (ITA)              | Tamara McKinney      | Roswitha Steiner     | Monika Maierhofer        |
| 21.12.1986 | Valzoldana (ITA)              | Erika Hess           | Brigitte Oertli      | Claudia Strobl           |
| 04.01.1987 | Maribor (YUG)                 | Camilla Nilsson      | Vreni Schneider      | Corinne Schmidhauser     |
| 11.01.1987 | Mellau (AUT)                  | Tamara McKinney      | Mateja Svet          | Małgorzata Mogore-Tlałka |
| 14.02.1987 | Saint-Gervais-les-Bains (FRA) | Vreni Schneider      | Corinne Schmidhauser | Blanca Fernández Ochoa   |
| 15.02.1987 | Flühli (SUI)                  | Corinne Schmidhauser | Monika Maierhofer    | Erika Hess               |
| 28.02.1987 | Zwiesel (FRG)                 | Corinne Schmidhauser | Erika Hess           | Roswitha Steiner         |

### Kombination
| Datum          | Ort                        | 1. Platz        | 2. Platz        | 3. Platz   |
| -------------- | -------------------------- | --------------- | --------------- | ---------- |
| 10./11.01.1987 | Schwarzenberg/Mellau (AUT) | Brigitte Oertli | Vreni Schneider | Erika Hess |

## Nationencup
| Rang | Land                   | Punkte |
| ---- | ---------------------- | ------ |
| 1    | Schweiz                | 2293   |
| 2    | Österreich             | 1539   |
| 3    | BR Deutschland         | 964    |
| 4    | Italien                | 719    |
| 5    | Jugoslawien            | 331    |
| 6    | Frankreich             | 309    |
| 7    | Kanada                 | 298    |
| 7    | Schweden               | 298    |
| 9    | Vereinigte Staaten     | 273    |
| 10   | Luxemburg              | 190    |
| 11   | Spanien                | 121    |
| 12   | Liechtenstein          | 91     |
| 13   | Norwegen               | 36     |
| 14   | Japan                  | 19     |
| 15   | Tschechoslowakei       | 16     |
| 16   | Vereinigtes Königreich | 10     |
| 17   | Bulgarien              | 2      |

| Rang | Land                   | Punkte |
| ---- | ---------------------- | ------ |
| 1    | Schweiz                | 931    |
| 2    | Österreich             | 818    |
| 3    | Italien                | 605    |
| 4    | BR Deutschland         | 505    |
| 5    | Schweden               | 198    |
| 6    | Jugoslawien            | 191    |
| 7    | Luxemburg              | 190    |
| 8    | Kanada                 | 115    |
| 9    | Liechtenstein          | 91     |
| 10   | Frankreich             | 82     |
| 11   | Norwegen               | 36     |
| 12   | Vereinigte Staaten     | 35     |
| 13   | Japan                  | 19     |
| 14   | Vereinigtes Königreich | 10     |
| 15   | Bulgarien              | 2      |

| Rang | Land               | Punkte |
| ---- | ------------------ | ------ |
| 1    | Schweiz            | 1362   |
| 2    | Österreich         | 721    |
| 3    | BR Deutschland     | 459    |
| 4    | Vereinigte Staaten | 238    |
| 5    | Frankreich         | 227    |
| 6    | Kanada             | 183    |
| 7    | Jugoslawien        | 140    |
| 8    | Spanien            | 121    |
| 9    | Italien            | 114    |
| 10   | Schweden           | 100    |
| 11   | Tschechoslowakei   | 16     |

## Statistik der Podestplätze
Angegeben werden die Anzahl Podestplätze je Land und Disziplin sowie die Gesamtanzahl.

### Damen
| Land | Land | 1. | 2. | 3. | Total |
| ---- | ---- | -- | -- | -- | ----- |
| 1    | SUI  | 23 | 13 | 14 | 50    |
| 2    | AUT  | 02 | 05 | 08 | 15    |
| 3    | FRG  | 02 | 02 | 02 | 06    |
| 4    | ESP  | 02 | 02 | 01 | 05    |
| 5    | CAN  | 01 | 02 | 01 | 04    |
| 6    | FRA  | 01 | 01 | 02 | 04    |
| 7    | FRA  | 01 | 0– | 0– | 01    |
| 8    | YUG  | 0– | 03 | 01 | 04    |
| 9    | ESP  | 0– | 02 | 02 | 04    |

| Land | Land | 1. | 2. | 3. |
| ---- | ---- | -- | -- | -- |
| 1    | SUI  | 4  | 3  | 3  |
| 2    | AUT  | 2  | 1  | 1  |
| 3    | CAN  | 1  | 2  | –  |
| 4    | FRG  | –  | 1  | 1  |
| 5    | FRA  | –  | –  | 1  |
| 5    | USA  | –  | –  | 1  |

| Land | Land | 1. | 2. | 3. |
| ---- | ---- | -- | -- | -- |
| 1    | SUI  | 3  | 1  | 1  |
| 2    | FRG  | 1  | 1  | 1  |
| 3    | FRA  | 1  | 1  | –  |
| 4    | AUT  | –  | 2  | 2  |
| 5    | YUG  | –  | –  | 1  |

| Land | Land | 1. | 2. | 3. |
| ---- | ---- | -- | -- | -- |
| 1    | SUI  | 8  | 3  | 6  |
| 2    | FRG  | 1  | –  | –  |
| 3    | ESP  | –  | 2  | 1  |
| 4    | YUG  | –  | 2  | –  |
| 5    | CAN  | –  | –  | 1  |

| Land | Land | 1. | 2. | 3. |
| ---- | ---- | -- | -- | -- |
| 1    | SUI  | 7  | 5  | 3  |
| 2    | USA  | 2  | 2  | –  |
| 3    | SWE  | 1  | –  | –  |
| 4    | AUT  | –  | 2  | 5  |
| 5    | YUG  | –  | 1  | –  |
| 6    | FRA  | –  | –  | 1  |
| 6    | ESP  | –  | –  | 1  |

| Land | Land | 1. | 2. | 3. |
| ---- | ---- | -- | -- | -- |
| 1    | SUI  | 1  | 1  | 1  |

### Herren
| Land | Land | 1. | 2. | 3. | Total |
| ---- | ---- | -- | -- | -- | ----- |
| 01   | SUI  | 18 | 9  | 10 | 37    |
| 02   | FRG  | 04 | 2  | 05 | 11    |
| 03   | ITA  | 03 | 7  | 07 | 17    |
| 04   | LUX  | 03 | 3  | 01 | 07    |
| 04   | YUG  | 03 | 3  | 01 | 07    |
| 06   | SWE  | 02 | 2  | 02 | 06    |
| 07   | CAN  | 01 | –  | 0– | 01    |
| 08   | AUT  | 0– | 6  | 06 | 12    |
| 09   | LIE  | 0– | 1  | 0– | 01    |
| 10   | FRA  | 0– | –  | 01 | 01    |

| Land | Land | 1. | 2. | 3. |
| ---- | ---- | -- | -- | -- |
| 1    | SUI  | 9  | 4  | 8  |
| 2    | FRG  | 1  | 1  | 1  |
| 3    | CAN  | 1  | –  | –  |
| 4    | AUT  | –  | 3  | 1  |
| 5    | ITA  | –  | 2  | 2  |
| 6    | LUX  | –  | 1  | –  |

| Land | Land | 1. | 2. | 3. |
| ---- | ---- | -- | -- | -- |
| 1    | FRG  | 2  | –  | 1  |
| 1    | LUX  | 2  | –  | 1  |
| 3    | SUI  | 1  | 3  | –  |
| 4    | ITA  | –  | 2  | 1  |
| 5    | AUT  | –  | –  | 2  |

| Land | Land | 1. | 2. | 3. |
| ---- | ---- | -- | -- | -- |
| 1    | SUI  | 5  | 2  | 1  |
| 2    | ITA  | 2  | 3  | 2  |
| 3    | LUX  | 1  | 2  | –  |
| 4    | AUT  | –  | 1  | 2  |
| 5    | FRG  | –  | –  | 2  |
| 6    | SWE  | –  | –  | 1  |

| Land | Land | 1. | 2. | 3. |
| ---- | ---- | -- | -- | -- |
| 1    | YUG  | 3  | 3  | 1  |
| 2    | SWE  | 2  | 2  | 1  |
| 3    | FRG  | 1  | 1  | 1  |
| 4    | ITA  | 1  | –  | 2  |
| 5    | SUI  | 1  | –  | 1  |
| 6    | AUT  | –  | 2  | 1  |
| 7    | FRA  | –  | –  | 1  |

| Land | Land | 1. | 2. | 3. |
| ---- | ---- | -- | -- | -- |
| 1    | CHE  | 2  | –  | –  |
| 2    | LIE  | –  | 1  | –  |

## Saisonverlauf

### Programm und Wertungen
Am 2. Oktober sagte Ebnat-Kappel bereits den für 6. Januar angesetzten Riesenslalom wegen finanzieller Schwierigkeiten ab – „es klaffe eine Lücke von 30.000 CHFr, da das Schweizer Fernsehen an einem Wochentag (Dienstag) nicht übertragen wolle, weshalb die Sponsoren ihre Zusagen zurückgezogen hatten“. (Dementsprechend waren in dem im November 1986 publizierten Weltcup-Kalender bezüglich der Herrenbewerbe die Las-Leñas-Rennen nur mehr „pro forma“ mit den tatsächlichen Austragungsdaten und bereits Davos statt Ebnat-Kappel für den 6. Januar enthalten.)
Es waren inkl. der Kombinationen 36 Bewerbe bei den Herren und 34 bei den Damen vorgesehen, von denen jeweils 18 für die Gesamtwertung galten (damit wären ein Maximum von 450 Punkten möglich gewesen, da aber sowohl bei den Damen als auch Herren Kombinationen ausfielen, reduzierte sich dieses Maximum dementsprechend). Insgesamt standen bei den Herren 11 Abfahrten, je 8 Slaloms und Riesenslaloms, 5 Super-Gs und je 2 Kombinationen und Parallelslaloms, bei den Damen 7 Abfahren, 10 Slaloms, 8 Riesenslaloms, 5 Super-Gs und auch je 2 Kombinationen und Parallelslaloms im Wettkampfkalender.
Für den Gesamtweltcup der Herren zählten die besten vier Resultate aller Einzeldisziplinen und beide Kombinationsresultate. In den Einzeldisziplinen zählten die fünf besten Resultate (im Super-G gab es nur fünf Rennen, die somit alle zählten, allerdings gab es von insgesamt 38 in die Punkteränge gekommenen Läufer keinen, der in allen Rennen punkten konnte – und Pirmin Zurbriggen genügte letztlich "nur" ein Sieg für den Gesamtgewinn). In der Kombination holten gar nur zwei Läufer (Pirmin Zurbriggen und Andreas Wenzel) Punkte, eine eigene "kleine Kugel" gab es nicht.
Auch bei den Damen zählten für den Gesamtweltcup nur die vier besten Resultate der Einzeldisziplinen sowie die eine einzige Kombinationsentscheidung. Für den Disziplinenweltcup waren es (wie bei den Herren) auch jeweils die fünf besten Ergebnisse, bei der Kombination gibt es ohnehin keine Diskussion (und es gab keine "kleine Kugel").

### Premierensiege
Herren:
- Ivano Edalini am 16. Dezember 1986 im Slalom von Madonna di Campiglio; es sollte dies sein einziger Sieg bleiben, sieht man von jenem nur zum Nationencup zählenden Parallelslalom am 6. Januar 1986 auf der Hohe-Wand-Wiese in Wien ab.
- Armin Bittner am 21. Dezember im Slalom von Hinterstoder.
- Grega Benedik am 21. März im Slalom von Sarajevo.

Damen:
- Beatrice Gafner, die bislang nie Weltcuppunkte errungen hatte, überraschte am 10. Januar bei der Abfahrt in Schwarzenberg, als sie mit Start-Nr. 35 ihre Landsfrau Walliser um 0,43 s besiegte.[4]
- Eine Überraschung lieferte auch Camilla Nilsson, die mit ebenfalls höherer Startnummer (24) mit zwei Laufbestzeiten ihren einzigen Sieg am 4. Januar im Slalom in Maribor feiern konnte.[5] Es war dies nicht nur der erste Sieg, sondern sogar der erste Podestplatz für die schwedischen Damen im Weltcup.
- Die Französin Catherine Quittet konnte am 17. Januar beim Super-G in Pfronten ihr Sieg-Debüt geben.
- Sigrid Wolf wandte zum Saisonschluss mit ihrem ersten Sieg, dem sie gleich anderntags einen weiteren folgen ließ, am 13./14. März bei den Abfahrten in Vail die ÖSV-Sieglosigkeit der gesamten Saison ab. Beide Male trug sie die Startnummer 16.

### Weltcup-Entscheidungen
Eine kuriose Situation ergab sich im Damen-Riesenslalom beim Finale in Sarajevo: Hier waren Maria Walliser und Vreni Schneider in der Disziplinwertung punktegleich ins Rennen gegangen und landeten einen „Ex-aequo“-Sieg, so dass beide, die bis zu diesem Zeitpunkt je drei Siege aufwiesen, die kleine Kristallkugel gewannen (nach dem ersten Lauf war Schneider mit 0,34 s im Vorteil gewesen, doch dies wurde durch Walliser im zweiten Lauf kompensiert). Demgegenüber gab es trotz des Punktegleichstands in der Herren-Riesenslalom-Disziplinwertung keine ex-aequo-Wertung, weil Pirmin Zurbriggen gegenüber Joël Gaspoz die höhere Zahl an Siegen (drei gegenüber zwei) hatte.
Die Schweizerinnen gewannen 22 von 30 Rennen (hatten unter Berücksichtigung des Ex-aequo-Sieges im abschließenden Riesenslalom 23 Siege), außerdem kamen sie auf 13 zweite und 14 dritte Plätze. Ohne Podestplatzierungen blieb Italien, die Sieglosigkeit der Österreicherinnen wurde durch den Doppelsieg von Sigrid Wolf in den beiden Abfahrten in Vail verhindert. Allerdings hielt die Riesenslalomschwäche weiterhin an (kein Sieg seit einschließlich der Saison 1978/79), zudem kein Podestplatz – ein fünfter Platz von Anita Wachter im letzten Saisonrennen, dazu ein sechster (Sigrid Wolf in Zwiesel) waren noch die Hervorragendsten. Die Schweizer Herren standen nicht viel nach, sie kamen auf 18 Siege, neun zweite und zehn dritte Plätze. Sieglos blieben vor allem die ÖSV-Herren, von den übrigen (gewöhnlich auch siegreich gewesenen) Nationen gingen Frankreich und die USA leer aus, wobei letztere auch keinen Podestplatz belegen konnten.
Diese "Trendumkehr" bei den Siegen führte auch dazu, dass die Schweizer Damen, welche bereits im Vorjahr mit 128 zu 123 die Führung übernommen hatten, nun 151 zu 125 gegenüber Österreich auswies. Hatte im Vorjahr noch die Führung der ÖSV-Herren (118:107) zu einem Vorsprung von 241 zu 235 gereicht, so waren nun auch die SSV-Herren mit 125 zu 118 voran, so dass die Schweiz in Summe um 33 Siege mehr als Österreich hatte.

### Das Rennen um die Weltcupkugeln
Es gab sowohl bei den Herren als auch Damen je einen Parallelslalom. Bei den Herren konnte am 28. Dezember Leonhard Stock vor 14.800 Besuchern auf dem Teufelsberg vor Berlin den Sieg in einem nur zum Nationencup zählenden Parallelslalom vor Bojan Križaj holen. Jener der Damen wurde am 18. Januar am „Münchner Olympiaberg“ gefahren. Der Sieg ging an McKinney, die sich im Finale gegen die seit dieser Saison für Frankreich fahrende Polin Małgorzata Tlałka durchsetzte. Im «kleinen Finale» war Corinne Schmidhauser gegen Camilla Nilsson siegreich.

### Neue Initiativen der FIS
Nachdem der Deutsche Heinz Krecek bereits seit zwei Jahren vollamtlich am Damensektor arbeitete, installierte der Weltskiverband mit dem ehemaligen Direktor des Schweizer Skiverbandes, Sepp Schweingruber, einen weiteren Profimanager. Dieser übernahm die Agenden als „Direktor für den Herrenbereich“ des gebürtigen Elsässers Serge Lang, dem seinerzeitigen Mitinitiators des Weltcups, der (offensichtlich wegen einiger Eigenmächtigkeiten und auch, weil er den Überblick bei Rennterminen verloren hatte) in Ungnade gefallen war. Am 18. November wurde außerdem in Zürich ein „Racing-Team“ gegründet, um der nachlassenden Popularität des Weltcups entgegenzuwirken.
Ein neues Reglement setzte neue Fristen für Zu- und Absagen von Rennen (10 Tage für Speed-, 6 Tage für technische Disziplinen) fest. Reagiert war auch darauf worden, dass die Damenrennen ebenfalls grundsätzlich auf das Wochenende verlegt wurden. Außerdem waren Parallel- und Sommerrennen (vorläufig – letztere wurden im August 1989 und 1990 nochmals gefahren; Parallelslaloms und ähnliche Formate folgten viele Jahre später, u. zw. Oktober und November 1997 und z. B. als Teambewerbe zum Saisonabschluss ab 2005/06 und u. a. als "City Events" ab 2010/11) vom Tisch.

### Rennverschiebungen
- Die ersten Rennen überhaupt (die Abfahrten in Las Leñas) waren gefährdet: Vorerst gab es mehr als einen Meter Neuschnee, damit auch Lawinengefahr, so dass die ersten Trainings entfielen. Der für den 9. August angesetzte erste Abfahrtslauf musste wegen großer Kälte (Minus 25 Grad) auf 10. August (der Regen und die Windböen machten auch ein Training unmöglich), dann erneut, diesmal auf 11. August, verschoben werden, denn nun blies starker Wind. Aber auch an diesem 11. August waren die Bedingungen katastrophal, trotz mehrmaliger Verschiebungen gab es kein Rennen. In weiterer Folge hieß es aber, dass man am 11. August hätte starten können, es hätte blauen Himmel und nur ein bisschen Wind gegeben, und nur die ÖSV-Läufer seien dagegen gewesen. Das gewisse Durcheinander ging weiter, denn nun wurde verlautet, dass es nur am 15. August ein Rennen geben werde (welches nicht mehr auf der vorgesehenen «Jupiter»-, sondern «Mercurio»-Strecke stattfand). Dann aber drängten Finanzier Ernesto Lowenstein und Weltcup-Boss Serge Lang doch auf die Durchführung der zweiten Abfahrt. Der Sieg Pirmin Zurbriggens in dieser zweiten Abfahrt war sein erster Sieg nach dem Weltmeistertitel 1985 in Bormio, den er sich mit einer eindrucksvollen Fahrt im Schlussstück holte und damit musste Leonhard Stock, der Olympiasieger 1980, mit einem Rückstand von 0,23 s (zur Zwischenzeit noch 0,12 s vor Zurbriggen) weiterhin auf seinen ersten Weltcuperfolg warten.[11][12][13][14][15][16][17][18][19][20][21]
- Wegen Schneemangels wurden bei den Damen die beiden Abfahrten und der Super-G-Slalom von Arosa nach Val-d’Isère verlegt.[22]
- Das schneearme Maribor konnte zwar am 4. Januar den Damenslalom durchführen, den Riesenslalom am 5. Januar mussten die Slowenen an Saalbach-Hinterglemm weitergeben. Somit kamen die Pinzgauer, die tags darauf den programmiert gewesenen Super-G abhielten, zu zwei Renn-Veranstaltungen.[23]
- Adelboden trug bei den Herren am 20. Januar, somit eine Woche nach dem Originalbewerb, nochmals einen Riesenslalom aus; es war dies der für Ebnat-Kappel konzipierte und von dort nach Davos abgegebene.[24] (Siehe bitte dazu auch Einleitung „Rennkalender 1986/87“.)
- Beide Rennen in Kitzbühel mussten am 25. Januar gefahren werden, wobei zuerst die Abfahrt (sie hatte einen Tag zuvor wegen Nebels abgesagt werden müssen) ausgetragen wurde.[25]
- Beide Damen Super-Gs in Vail wurden am 15. März gefahren. Es war deshalb dazu gekommen, dass der am 8. März wegen falscher Pistenpräparierung ausgefallene Super-G der Damen am Mount Allan exakt eine Woche später in Vail nachgetragen wurde, so dass es an jenem Sonntag zu zwei Super-Gs an einem Tag kam. Eigentlich hätte es in Nakiska am 8. März eine programmierte Premiere, nämlich Abfahrt und Super-G an einem Tag (das war bislang nur bei Rennverschiebungen eingetreten) geben sollen, doch die eingangs genannten Umstände brachten es mit sich, dass sich der Start der Abfahrt derart verzögerte, wodurch dieser Super-G nicht stattfinden konnte.[26][27][28]
- Der Herren-Riesenslalom in Sarajevo war schon am 19. März angesetzt, musste aber im 1. Lauf wegen Wind und Schnee nach Nummer 22 abgebrochen werden. Zu diesem Zeitpunkt führte Nierlich in 1.21.90 vor Gaspoz (+ 0.08) und Hangl (+ 0.19); Tomba war auf Rang 8 (+ 0,56), Stenmark lag 1,8 s zurück, Zurbriggen war ausgeschieden. Vorerst war vorgesehen, sowohl dieses Rennen (ab 9 Uhr) als auch den Damen-Riesenslalom (ab 10.30 h) am 20. März durchzuführen, letztlich ließen dies die Wetterbedingungen nicht zu, so dass beide Bewerbe erst am 22. März gefahren wurden (und es wurde auf die für diesen Tag nur zum Nationencup zählenden Parallel-Slaloms verzichtet).[29][30]

### Sonstige Ereignisse
- Der österreichische Herren-Cheftrainer Dieter Bartsch intervenierte bei der FIS, den § 108.5.1 aufzuheben, wonach ein Skiverband für einen Austragungsort mit drei Rennen nur 15 Läufer nennen durfte.[31]
- Der Austragungsort Saalbach-Hinterglemm hatte bereits fix geplant, im Zielraum einen Bildschirm im Format 20 × 8 m aufzustellen. Dies geschah auch im Hinblick darauf, sich für eine der kommenden Weltmeisterschaften zu bewerben. Auch Kitzbühel hatte ähnliche Pläne mit einem Bildschirm; es hieß dort, dass diese zu 80 % gesichert seien. Fix waren eine sehr stark verbesserte Tonanlage (Kostenpunkt 500.000 Schilling) und die Vergrößerung der Tribünen; diese sollten in den nächsten Jahren noch weiter ausgebaut werden.[32]
- Vor dem „eigentlichen Saisonbeginn“ gab es in Sestriere noch Slalom-Rennen im Rahmen der so genannten World Series of Skiing, und zwar am 22. November den der Damen mit Siegerin Brigitte Gadient vor Vreni Schneider und Monika Maierhofer, und am 28. November den der Herren mit Sieger Bojan Križaj vor Ingemar Stenmark und Joël Gaspoz; außerdem gab es in Sestriere am 23. November auch einen Damen-FIS-Slalom mit Mateja Svet als Siegerin. Allerdings fehlten bei den zwei Damenrennen mehrere österreichische Läuferinnen, die  bereits am Weg zu den Weltcuprennen in Val d'Isère waren.[33][34]
- Zu einer «Pseudosperre» von einem Rennen kam es gegen Pirmin Zurbriggen, nachdem dieser trotz Torfehlern im Slalom von Sestriere und im Super-G in Val d'Isère weitergefahren war, womit er einen Verstoß gegen die neuen FIS-Regeln begangen hatte. Da der Schweizer für den Europacup-Super-G in Obereggen genannt hatte, büßte er die Strafe allerdings damit ab.[35]
- Eine kleine Sensation lieferte der Brite Graham Bell, der bei der ersten Abfahrt der Saison, dem „Kriterium des ersten Schnees“ am 5. Dezember in Val d'Isère, Rang 6 (0,82 s Rückstand auf Sieger Zurbriggen) belegte.
- Der Herrenslalom in Madonna di Campiglio am 16. Dezember gestaltete sich in wahres K.o.-Rennen, denn von 84 gestarteten Läufern wurden nur 19 klassiert (darunter mit dem Laufdritten des ersten Durchgangs, Günther Mader, auf Rang 5 nur ein ÖSV-Starter; vom DSV kam Armin Bittner auf Rang 7); es war mit 29 Fahrern für den zweiten Lauf nicht einmal die erlaubte Zahl von 30 Startern vorhanden.[36]
- Die Kombination Schwarzenberg/Mellau (10./11. Januar) brachte zum einen einen Vierfachsieg der Schweiz (Rang 4 Maria Walliser), anderseits kamen nur sechs Läuferinnen in die Wertung (die beiden anderen waren Karen Percy und Sylvia Eder).
- Der im Artikel „Neue Initiativen der FIS“ erwähnte FIS-Damendirektor Heinz Krecek war von einer einjährigen Sperre bedroht, denn er hätte in Val d'Isère gegen Regine Mösenlechner eine Disqualifikation aussprechen müssen (hatte ihre Skier vor der ominösen roten Linie hochgerissen). Anderseits hatte er am 6. Januar die Durchführung des Super-Gs in Saalbach gerettet.[37] (Offensichtlich wurde die Sperre gegen Krecek nicht ausgesprochen, denn er wird in wenig späteren Zeitungsberichten – siehe[38] – erwähnt.)
- Erstmals nach 27 Jahren (Willi Bogner am 9. Januar 1960) gewann am 16. Januar mit Markus Wasmeier wieder ein bundesdeutscher Skiläufer die Lauberhorn-Abfahrt. Andererseits hatten die ÖSV-Herren mit Rang 7 von Peter Wirnsberger erstmals seit 19. Januar 1980 und das zweite Mal seit 14. Januar 1967 keinen Läufer auf das Podest gebracht.[39]
- Joël Gaspoz gelang am 18. Januar der erste heimische Slalomsieg am Lauberhorn seit Dumeng Giovanoli am 14. Januar 1968.
- Vor allem die schlechten Leistungen der österreichischen Speedfahrer standen über die gesamte Saison im Mittelpunkt der von den Medien publizierten Diskussionen. Bei einer in Kitzbühel abgehaltenen Pressekonferenz am 23. Januar (damit im Rahmen der Hahnenkammrennen) vermutete ÖSV-Präsident Arnold Koller, dass „die österreichische Ski-Industrie eine Doppelstrategie betreibe und die heimischen Fahrer nicht mit derselben Qualität ausgerüstet würden wie ausländische Fahrer“.[40]
- Eine weitere Weltcup-Pause gab es mit den nationalen Meisterschaften in der Woche ab Montag, 16. Februar, an dem der Deutsche Skiverband in Pfronten mit einer «offenen Slalommeisterschaft» begann. Der Schweizer Verband hatte seine Veranstaltung in Lenk im Simmental. – Schladming und die umliegenden Skigebiete Haus im Ennstal und Ramsau am Dachstein waren ab 19. Februar Austragungsorte jene der Österreicher. Die für die Niederlande startende Christa Kinshofer wurde Super-G-Zweite.[41][42][43][44]
- Bei seinem Sieg in der Abfahrt in Furano am 28. Februar war es für Peter Müller seine 100. Weltcupabfahrt (und sein 15. Rennsieg).[45]

### Kuriositäten
- Diese ergaben sich in den beiden Kombinationen, bei welchen in jener am Lauberhorn, wo Pirmin Zurbriggen als einziger im Starterfeld sowohl in der Abfahrt als auch im Slalom an den Start ging, wenigstens zwei Starter gab es eine Woche später am Hahnenkamm. Was Wengen und allgemein die Situation um die Kombinationen betraf, trug auch das neue Reglement bei, wonach nur solche Läufer gewertet wurden, die sowohl in der Abfahrt (bzw. Speeddisziplin) als auch im ersten Slalomdurchgang in die „Top 30“ kamen; in Wengen mühte sich zwar Wasmeier über den Ganslernhang, doch er kam nur auf Rang 47, was gleichzeitig der letzte Platz war.[46]
- Während am 25. Januar in Kitzbühel noch die beiden Herrenrennen gefahren wurden, fand in Crans-Montana bereits die Eröffnung der Weltmeisterschaften statt.[47]
- Sowohl Pirmin Zurbriggen als auch Maria Walliser sprengten mit ihren Erfolgen die Obergrenzen des Schweizer Skipools, der für Damen und Herren jeweils maximal 120.000 Schweizer Franken pro Jahr ausbezahlte. Eine Aufstellung des «Sport Zürich» besagte, dass die beiden bereits nach den Rennen in Nakiska mit 213.000 bzw. 143.000 darüber lagen. Da aber ein Generalsponsor 75 Franken pro gewonnenem Weltcuppunkt aufbrachte (die anteilsmäßig an die Läufer ausgeschüttet wurden), kam doch noch ein weiterer Betrag dazu.[48]

### Verletzungen
- Dauernd von Verletzungen war Marc Girardelli geplagt. Er war beim Slalom am 29. November in Sestriere gestürzt und hatte eine Schulterluxation erlitten; trotz von den Ärzten empfohlener Rennpause bestritt er gleich am nächsten Tag den Riesenslalom, doch kam er nicht ins Finale der ersten Dreißig.[49][50] und war auch in den weiteren Rennen dabei[51] (beim Riesenslalom am 14. Dezember in Alta Badia kam er nur auf Rang 28.[52]). Nach seinem Sturz am 19. Dezember beim Riesenslalom in Kranjska Gora, bei dem er sich zum dritten Mal in seiner Rennfahrerkarriere die Schulter ausgekegelt hatte, kam er trotzdem (schmerzverzerrt) am selben Abend zur Startnummernauslosung für den Slalom; er erhielt die Nr. 2, lag nach dem 1. Durchgang mit 2,29 s Rückstand auf Rang 22 – und am Ende war es auch Rang 22, nur hatte sich sein Rückstand auf 4,41 s erhöht.[53]
- Michael Mair fiel nach seinem Sturz beim Super-G in Garmisch-Partenkirchen (11. Januar), bei dem er sich eine Bänderverletzung im Knie zugezogen hatte, für die Abfahrtsklassiker am Lauberhorn und Hahnenkamm aus.[54]
- Für Hans Enn war durch seinen Sturz beim Riesenslalom in Adelboden (20. Januar) die Chance auf eine Teilnahme bei den Weltmeisterschaften dahin, im Weltcup kam er zum Einsatz. Er war bei der Steilhang-Ausfahrt gestürzt, wurde mit einer Innenbandverletzung in die Klinik in Innsbruck gebracht. Er kam erst beim Finale in Sarajevo wieder in die Mannschaft zurück[55][56]
- Bei den französischen Meisterschaften im Februar 1987 zog sich Catherine Quittet eine schwere Bänderverletzung im linken Knie zu (siehe bitte Artikel über Quittet).
- Beim Sturz am 28. Februar bei der Abfahrt in Furano zog sich Markus Wasmeier einen Bruch des fünften Brustwirbels und einen Kantenabbruch am siebenten Brustwirbel und außerdem Prellungen und Zerrungen zu; er wurde noch am selben Tag in ein Krankenhaus in München geflogen. Damit fiel der Oberbayer als ernsthafter Verfolger von Weltcup- und Abfahrts-Leader Zurbriggen aus dem Rennen um die große und auch die kleinen in Abfahrt und Super-G aus. Quelle siehe bitte unter dem Artikel „Sonstige Ereignisse“ letzter Beitrag (100. Weltcupabfahrt für Peter Müller) («Sieger Müller hatte Babystrecke im Griff» in AZ vom 2. März 1987, S. 24)
- Bei den am 12. März ausgetragenen ersten Trainings zu den Damenabfahrten in Vail zog sich  Liisa Savijarvi im zweiten Trainingslauf bei einem Sturz einen Bruch des rechten Schienbeins, einen Bänderriss im Knie und eine Rückgratverletzung zu; nach einer ersten Behandlung im Krankenhaus in Vail, wo keine Lähmungsen festgestellt worden waren, wurde sie ins St. Anthony Hospital in Denver transportiert.[57][58]

### Rücktritte
- Max Julen erklärte diesen im Februar bei den Schweizer Meisterschaften in Lenk.[59]
- Mit Erika Hess trat nach dem Saisonende eine der erfolgreichsten Läuferinnen der letzten Jahre zurück.
- Robert Zoller, der für den Weltmeisterschaftsslalom in Crans-Montana nicht nominiert worden war, wechselte ins Profi-Lager[60]
- Nebst diesen Personen waren es noch: Liisa Savijarvi, Heidi Wiesler bzw. Todd Brooker, Thomas Bürgler, Conradin Cathomen, Alex Giorgi, Franz Gruber, Petar Popangelow, Harti Weirather (Bereits am 11. Dezember hatte er sich nicht mehr beim Training in Gröden beteiligt, hatte seine Rücktrittsgedanken durchblicken lassen und war mit der Ankündigung, einen Arzt aufzusuchen, heimgefahren.[61])

## Belege
1. ↑  schwarzenberg.at
2. ↑  „Erste Absage im Skiweltcup“ in «Tiroler Tageszeitung» Nr. 229 vom 3. Oktober 1986, S. 17; POS.: Spalte 5, unten; vorletzter Titel
3. ↑  Kasten „In Kürze“; vorletzter Beitrag; POS. rechts unten. In: Arbeiter-Zeitung. Wien 3. Oktober 1986, S. 26.
4. ↑  unten: «Gafner und Winkler überraschten». In: Arbeiter-Zeitung. Wien 12. Jänner 1987, S. 18.
5. ↑  «Camilla Nilssons Triumph mit zweimal Laufbestzeit». In: Arbeiter-Zeitung. Wien 5. Jänner 1987, S. 18.
6. ↑  «Licht ins Dunkel durch Stock». In: Arbeiter-Zeitung. Wien 29. Dezember 1986, S. 17.
7. ↑  «Wetter: Als der Kalte Krieg in Berlin auf der Skipiste tobte – DIE WELT»
8. ↑  rechts oben: «McKinney war die Schnellste». In: Arbeiter-Zeitung. Wien 20. Jänner 1987, S. 19.
9. ↑  „Schweingruber folgt auf Lang“ in «Kleine Zeitung» vom 12. November 1986, S. 40.
10. ↑  «FIS wurde wach. Ablöse von Lang». In: Arbeiter-Zeitung. Wien 12. November 1986, S. 22.
11. ↑  «Stock wurde gestoppt. Zurbriggen siegreich». In: Arbeiter-Zeitung. Wien 18. August 1986, S. 23.
12. ↑  „Pirmins erster Erfolg seit der WM-Goldenen“ in «Kronenzeitung» vom 17. August 1986.
13. ↑  «Müller ist der erste Sieger». In: Arbeiter-Zeitung. Wien 16. August 1986, S. 23.
14. ↑  dritter Block oben: «Zirkus im Weltcupzirkus. Nur noch eine Abfahrt». In: Arbeiter-Zeitung. Wien 14. August 1986, S. 16.
15. ↑  «Österreicher schuld an Weltcupabsage?» In: Arbeiter-Zeitung. Wien 13. August 1986, S. 24.
16. ↑  «Sturm verhindert den Start zum Skiweltcup». In: Arbeiter-Zeitung. Wien 12. August 1986, S. 22.
17. ↑  links oben: «Wieder kein Abfahrtslauf». In: Arbeiter-Zeitung. Wien 11. August 1986, S. 22.
18. ↑  „Weltcupchaos in Las Lenas“ in «Tiroler Tageszeitung» Nr. 184 vom 11. August 1986, S. 14; POS.: Spalten 1 und 2, oben
19. ↑  unten, zweiter Block: «Abfahrer warten weiter». In: Arbeiter-Zeitung. Wien 8. August 1986, S. 18.
20. ↑  «Neuschnee vor erster Abfahrt». In: Arbeiter-Zeitung. Wien 6. August 1986, S. 23.
21. ↑  „Las Lenas erstickt im Schnee – kein Training“ in «Tiroler Tageszeitung» Nr. 179 vom 5. August 1986, S. 11; POS.: Kasten Mitte
22. ↑  Absage in Arosa, «Thuner Tagblatt», 3. Dezember 1986
23. ↑  Kasten unten in Spalte 2: «Österreichs Skidamen nun zweimal mit Heimvorteil». In: Arbeiter-Zeitung. Wien 5. Jänner 1987, S. 18.
24. ↑  «Zweiter Versuch von Strolz in Adelboden». In: Arbeiter-Zeitung. Wien 20. Jänner 1987, S. 19.
25. ↑  «An Zurbriggen zerbrachen alle». In: Arbeiter-Zeitung. Wien 26. Jänner 1987, S. 20.
26. ↑  «Nur Sarajevo läßt hoffen». In: Arbeiter-Zeitung. Wien 10. März 1987, S. 21.
27. ↑  „Figini – ÖSV-Girls ohne Siegeschance“ in «Kärntner Tageszeitung» vom 10. März 1987, S. 25, POS. zweite große Überschrift
28. ↑  „Marina Kiehl gewinnt Super-G“ in «Süddeutsche Zeitung» vom 16. März 1987, S. 37; letzter Absatz des Artikels
29. ↑  «Sturm verhinderte Nierlichs Erfolg». In: Arbeiter-Zeitung. Wien 20. März 1987, S. 27.
30. ↑  «Alles über den Haufen geworfen». In: Arbeiter-Zeitung. Wien 21. März 1987, S. 24.
31. ↑  „Bartsch räumt verstaubte FIS-Paragraphen aus. Nach einem Protesttelex reagiert Skiverband!“ in «Kronenzeitung» vom 20. November 1986, S. 7 von hinten; POS.: links unten
32. ↑  „Riesenbildschirme im Zielraum von Saalbach und der Kitzbüheler ‚Streif‘-Abfahrt geplant“ in «Kronenzeitung» vom 26. November 1986, S. 7 von hinten
33. ↑  «Gadient und Svet legen die Spuren». In: Arbeiter-Zeitung. Wien 24. November 1986, S. 28.
34. ↑  Mitte: «Haas und Huber nach Val». In: Arbeiter-Zeitung. Wien 29. November 1986, S. 40.
35. ↑  links oben: «Zurbriggen für ein Rennen gesperrt». In: Arbeiter-Zeitung. Wien 9. Dezember 1986, S. 18.
36. ↑  «Österreicher: Bestzeitkönige auf halbem Weg». In: Arbeiter-Zeitung. Wien 17. Dezember 1986, S. 19.
37. ↑  Mitte: «Vor Kreceks Verschwörung nach Triumph von Walliser». In: Arbeiter-Zeitung. Wien 7. Jänner 1987, S. 19.
38. ↑  «Schweizer Sieg, was sonst?»; letzte Spalte. In: Arbeiter-Zeitung. Wien 28. Februar 1987, S. 23.
39. ↑  «Klarstellung ist jetzt fällig». In: Arbeiter-Zeitung. Wien 19. Jänner 1987, S. 18.
40. ↑  «Koller ist gegen das Monopol. Material als Angelpunkt». In: Arbeiter-Zeitung. Wien 24. Jänner 1987, S. 20.
41. ↑  «Mader, Gstrein fahren ab» sowie Kasten unten rechts: «In Kürze»; erster Beitrag in Spalte 2. In: Arbeiter-Zeitung. Wien 17. Februar 1987, S. 23.
42. ↑  «Titel für Stock und Eder ab» sowie Kasten Mitte rechts: «In Kürze»; vorletzter Beitrag. In: Arbeiter-Zeitung. Wien 20. Februar 1987, S. 28.
43. ↑  Spalte 4, Mitte: «Mahrer und Walliser sind Schweizer Abfahrtsmeister» sowie darunter: «Titelkämpfe sind Stock-Festival. Nach Abfahrt den Super-G geholt». In: Arbeiter-Zeitung. Wien 21. Februar 1987, S. 21.
44. ↑  «Nerven entscheidend: Slalomtitel an Mader». In: Arbeiter-Zeitung. Wien 23. Februar 1987, S. 19.
45. ↑  unten: «Sieger Müller hatte Babystrecke im Griff». In: Arbeiter-Zeitung. Wien 2. März 1987, S. 24.
46. ↑  Glosse unten: „Unter der Lupe“. In: Arbeiter-Zeitung. Wien 19. Jänner 1987, S. 19.
47. ↑  «Den Siegern auf den Fersen». In: Arbeiter-Zeitung. Wien 26. Jänner 1987, S. 19.
48. ↑  „Walliser und Co. sprengen Pool-Prämien“ in «Kleine Zeitung», Kärnten-Ausgabe, vom 12. März 1987, S. 37.
49. ↑  «Stenmarks 39. Sieg im Slalom». In: Arbeiter-Zeitung. Wien 1. Dezember 1986, S. 20.
50. ↑  «Zum siebentenmal Zweiter»; letzter Absatz. In: Arbeiter-Zeitung. Wien 1. Dezember 1986, S. 21.
51. ↑  „Girardelli ist ein Dickschädel“. In: Arbeiter-Zeitung. Wien 3. Dezember 1986, S. 19.
52. ↑  „Wir haben ein starkes Team“; letzter Absatz. In: Arbeiter-Zeitung. Wien 15. Dezember 1986, S. 19.
53. ↑  «Da tauchte Girardelli plötzlich wieder auf». In: Arbeiter-Zeitung. Wien 22. Dezember 1986, S. 18.
54. ↑  Kasten rechts, Mitte: «Mair muss pausieren». In: Arbeiter-Zeitung. Wien 13. Jänner 1987, S. 19.
55. ↑  «Pirmins Doppelschlag vor WM». In: Arbeiter-Zeitung. Wien 21. Jänner 1987, S. 19.
56. ↑  Spalten 2 und 3, unten: «Letzte Chancen in Sarajevo». In: Arbeiter-Zeitung. Wien 18. März 1987, S. 24.
57. ↑  „Kanadierin Savijarvi er.itt bei Kapitalsturz Rückgratverletzung“ in «Kurier» Wien vom 13. März 1987, S. 27, POS. rechts
58. ↑  „Liisas böser Sturz“ in «Kärntner Tageszeitung» vom 13. März 1987, S. 60, POS. rechts unten
59. ↑  «Olympiasieger Julen erklärte Rücktritt». In: Arbeiter-Zeitung. Wien 23. Februar 1987, S. 19.
60. ↑  «Profi Robert und Roswitha. Zoller-Debüt in Park City», Mitte rechts. In: Arbeiter-Zeitung. Wien 24. November 1987, S. 21.
61. ↑  „Weirather plant seinen Rücktritt“; POS.: Kasten in Spalten 4 Mitte. In: Arbeiter-Zeitung. Wien 12. Dezember 1986, S. 23.